# Alkmaión z Krotónu
Alkmaión z Krotónu (řecky: Ἀλκμαίων, asi 6. století př. n. l.) byl řecký filosof a lékař. Starověcí autoři, jako například Díogenés Laertios, jej řadili mezi pythagorejce. Pythagorejské myšlení mu bylo blízké, nesdílel však s pythagorejci jejich nadšení pro magii.
Jeho dílo se nedochovalo, známe jej však zprostředkovaně z jiné starověké literatury (Hippokrates, Platón). Jako první aplikoval pythagorejskou metodu protikladů v medicíně. Tvrdil, že zdraví je výsledkem isonomie (rovnoprávnosti) protikladů. Nejsou-li protiklady v isonomii, pak nastává nemoc (monarchie). Jeho vlastním přínosem bylo, že mezi tyto protikladné síly zařadil chlad x teplo a vlhko x sucho. Učil také, že existují spojnice mezi smyslovými orgány a mozkem. K těmto závěrům nedošel, jak tomu činila většina jeho současníků, dedukcí, ale vlastní chirurgickou praxí. Prováděl pitvy zvířat a operace očí a přitom si všiml zrakového nervstva. Zabýval se ovšem i astronomií, matematikou a jinými přírodními naukami.